# Dídim Calcènter
Dídim Calcènter (grec antic: Δίδυμος ὁ Χαλκέντερος, 'Dídim entranyes de bronze'), anomenat també Dídim d'Alexandria el Vell per distingir-lo de Dídim d'Alexandria el Jove, tot i que en vida mai no va ser anomenat així, fou un gramàtic grec d'Alexandria del segle i aC, en temps de Ciceró i de l'emperador August. Es diu que el seu pare venia pesca salada.
Fou deixeble o més aviat seguidor de l'escola d'Aristarc i mestre d'Apió, Heraclides i altres. Va rebre el nom de χαλκέντερος ('resistent com el bronze'), per la seva incansable dedicació a l'estudi, i el de βιβλιολάθας ('el que s'oblida dels llibres') perquè s'explicava que per causa de la gran quantitat dels seus escrits, oblidava el que havia dit en un lloc i ho repetia, potser diferent o contradictori, en una altra obra.
Va escriure un gran nombre de treballs, Ateneu parla de 3.500 i Sèneca de 4.000, però es conserven només fragments d'algunes de les seves obres. Se li coneix una obra que es podria haver titulat Crítica i interpretació d'Homer, la més interessant de les que es coneixen d'ell, de la que n'hi ha uns fragments. Entre els escrits de Dídim sobre Homer n'hi havia una sobre el text homèric fixat per Aristarc de Samotràcia (περὶ τῆς Ἀριστάρχου διορθώσεως), una obra que revisava i corregia els textos d'Aristarc i criticava amb detall les seves decisions.
Dídim no es va limitar a escriure sobre Homer, sinó sobre diversos poetes de l'antiguitat. Va escriure sobre els poetes lírics, especialment sobre Baquílides i Píndar. També comentaris a Sòfocles i Eurípides. Es fa referència a obres de Dídim en diversos comentaris sobre Aristòfanes. Es coneixen comentaris seus sobre diversos oradors: Iseu de Calcis, Demòstenes, Hipèrides, Dinarc d'Atenes i altres.
A més, té un comentari sobre les frases dels poetes tràgics (περὶ τραγῳδουμένης λέξως), i un sobre els còmics (λέξις κωμική), que Hesiqui de Milet va utilitzar. Una tercera obra d'un tema semblant seria la que va escriure recollint paraules de significat incert o ambigu, i un quart tractat sobre expressions falses o corruptes.
Va publicar una col·lecció de proverbis grecs en 13 llibres (πρὸς ροὺς περὶ παροιμιῶν συντεταχότας). Plutarc esmenta un llibre sobre les lleis de Soló (περὶ τῶν ἀξόνων Σόλωνος). Ammià Marcel·lí diu que també va escriure sobre literatura romana, i així menciona un tractat contra La República de Ciceró, que va portar a Suetoni a escriure contra Dídim. A la Geopònica hi ha diversos extractes que porten el nom de Dídim, i cal suposar que hauria escrit sobre temes d'agricultura o botànica.
La Suïda esmenta una obra d'un Dídim sobre pedres i diferents tipus de fusta (περὶ μαρμάρων καὶ παντοίων ξύλων), però no se sap segur si és del mateix autor.